# 巴勒斯坦花蜜鸟
巴勒斯坦花蜜鸟（学名：Cinnyris osea），是雀形目太阳鸟科的一种鸟类，分布于西亚和非洲，又名阿拉伯橙簇花蜜鸟、北非橙簇花蜜鸟。该物种的正模标本采集自今巴勒斯坦西岸地区杰里科，除此之外，指名亚种还分布在阿拉伯半岛的南部沿海，另有一个亚种分布在非洲中部。由于种群数量稳定且未受到威胁，该物种的保护状况被评定为无危。
巴勒斯坦花蜜鸟是唯一一种以「巴勒斯坦」命名的鸟类物种，被巴勒斯坦民族权力机构选为巴勒斯坦的国鸟。

## 分类学

### 发现及命名
该物种的正模标本由时任瓦隆布罗萨公爵采集于巴勒斯坦地区杰里科的平原栖息地，由动物标本制作师Lefèvre制作成标本，Lefèvre将该标本与法国生物学家夏尔·吕西安·波拿巴分享，后者认为这是一个此前未知的全新物种，于1856年将其发表在《巴黎科学院院刊》（Comptes rendus de l'Académie des Sciences de Paris）上，命名为Cinnyris osea，种加词osea来源于古希腊语，意为「神圣的」，指的是被称为「圣地」的巴勒斯坦地区。

### 亚种
- 指名亚种（学名：C. o. osea (Bonaparte, 1856)），分布于黎巴嫩、以色列、巴勒斯坦国、埃及东北部、叙利亚南部、约旦、沙特阿拉伯西部、也门和阿曼南部。[2][4]
- C. o. decorsei (Oustalet, 1905)，广泛分布于乍得、喀麦隆东部、中非共和国、苏丹西部、南苏丹南部、刚果民主共和国东北部和乌干达西北部。该亚种的正模标本采集自乍得。[2][4]
  - 部分学者认为南苏丹南部的种群是一个新的亚种C. o. butleri，但存在争议。[2][4]

## 特征
巴勒斯坦花蜜鸟体长8至10厘米，雄鸟体重平均7.6克，而雌鸟平均为6.8克（指名亚种），翼长约51.9毫米，喙宽度约2.9毫米，喙厚度约2.7毫米，嘴峰长约19毫米，跗蹠长约14.5毫米，尾长约37.4毫米。它们的喙为黑色，相当长且向下弯曲。指名亚种雄鸟在繁殖期的前额为紫色，头部其余部分和上半身为带有金属光泽的蓝绿色（在某些光照状况下可能呈蓝色），胸部附近有橙红色及黄色的簇羽，但除非近距离观察，否则很难看到。雌鸟和幼鸟上体呈灰棕色，下体呈浅色，幼鸟的腹部比雌鸟更黄。非繁殖期的雄鸟与雌鸟和幼鸟相似，但可能会部分保留繁殖羽。
与指名亚种相比，C. o. decorsei的体型更小，雄性缺乏光泽，非繁殖羽不详；雌性的体上部更暗更棕而少灰色，臀部带有不明显的橄榄色，体下部呈有黄色色调的浅棕色。

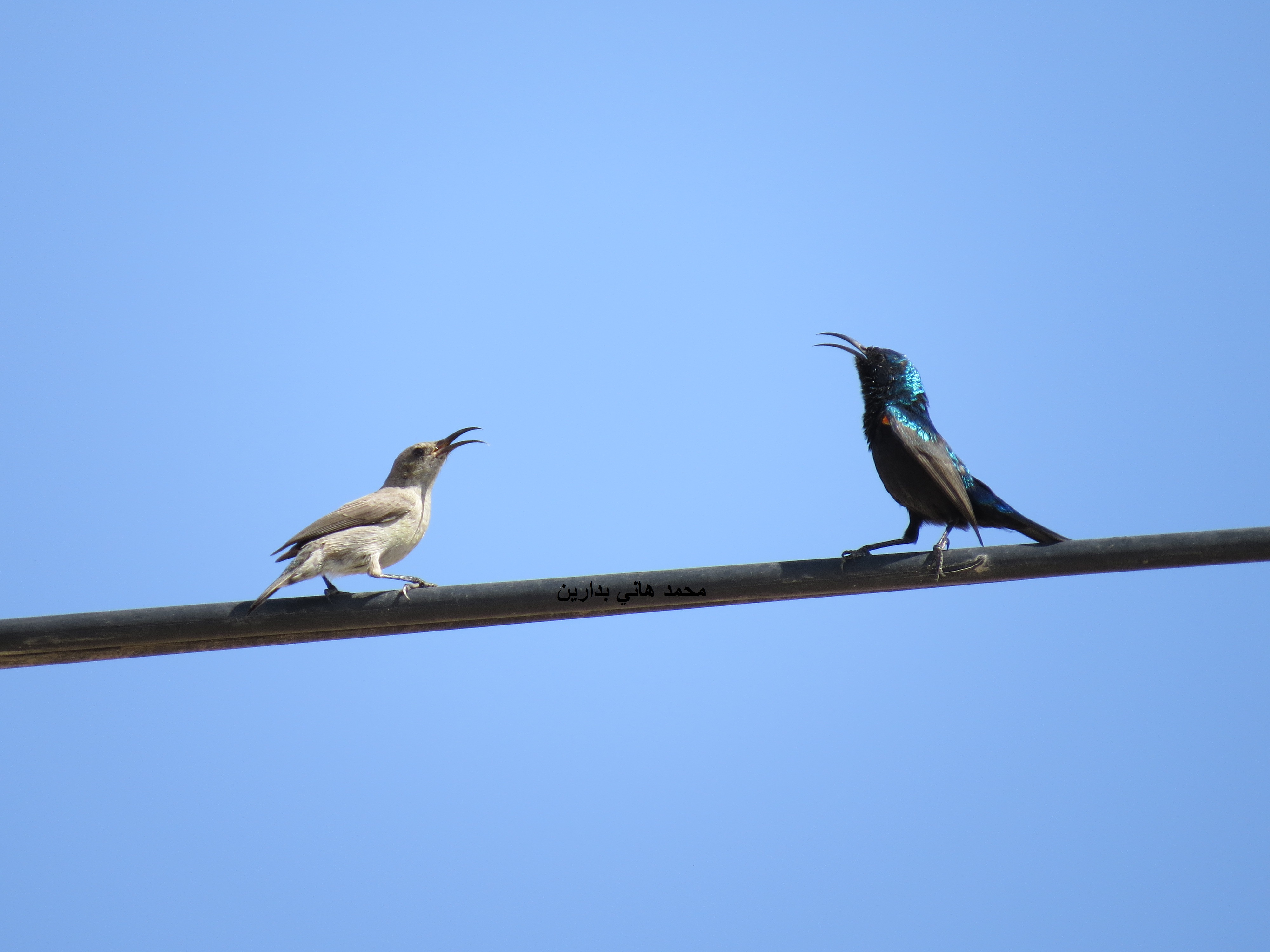
繁殖对，摄于希伯仑
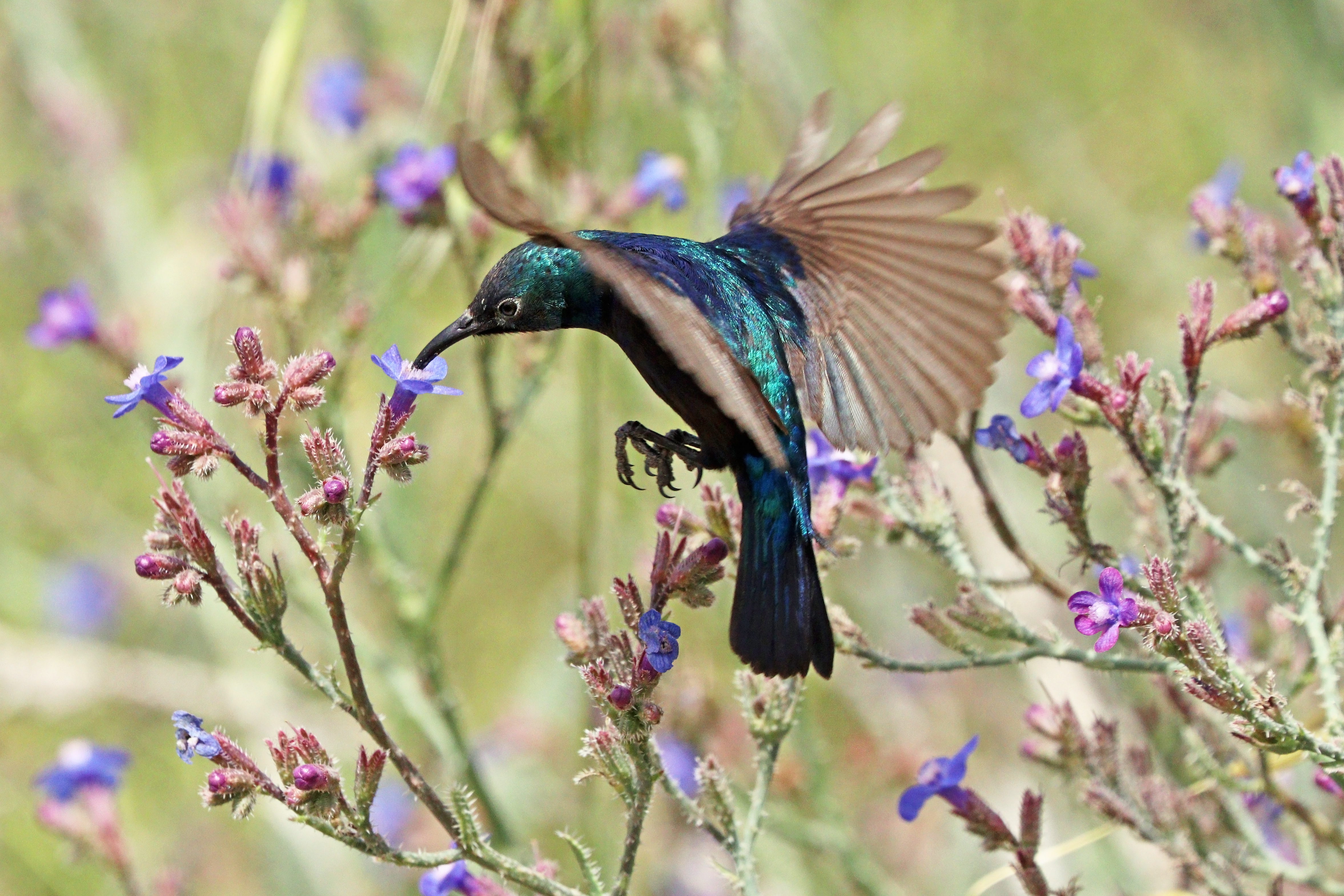
飞行及取食的雄鸟，摄于约旦
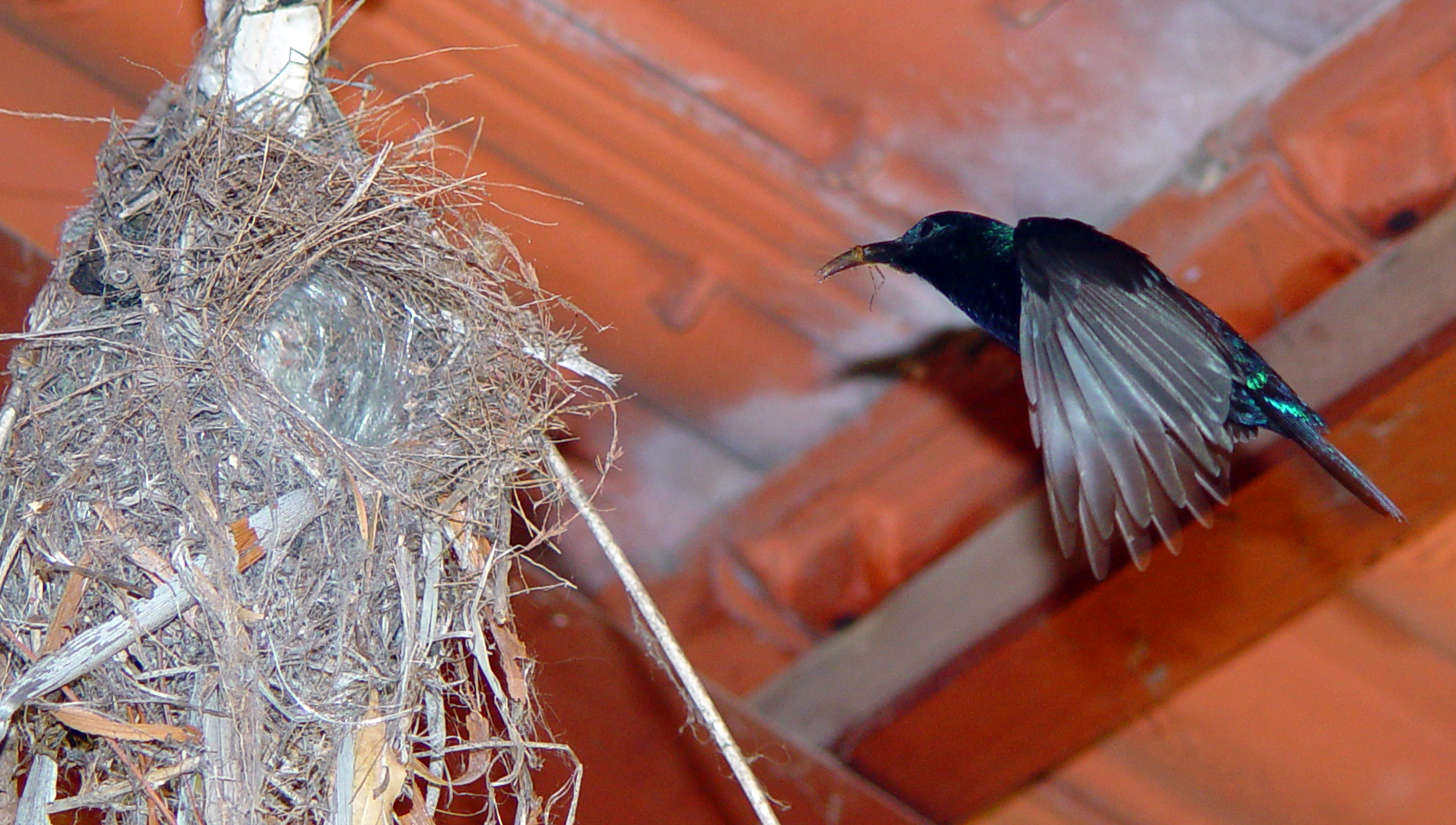
雄鸟，摄于以色列Tzofit（英语：Tzofit）
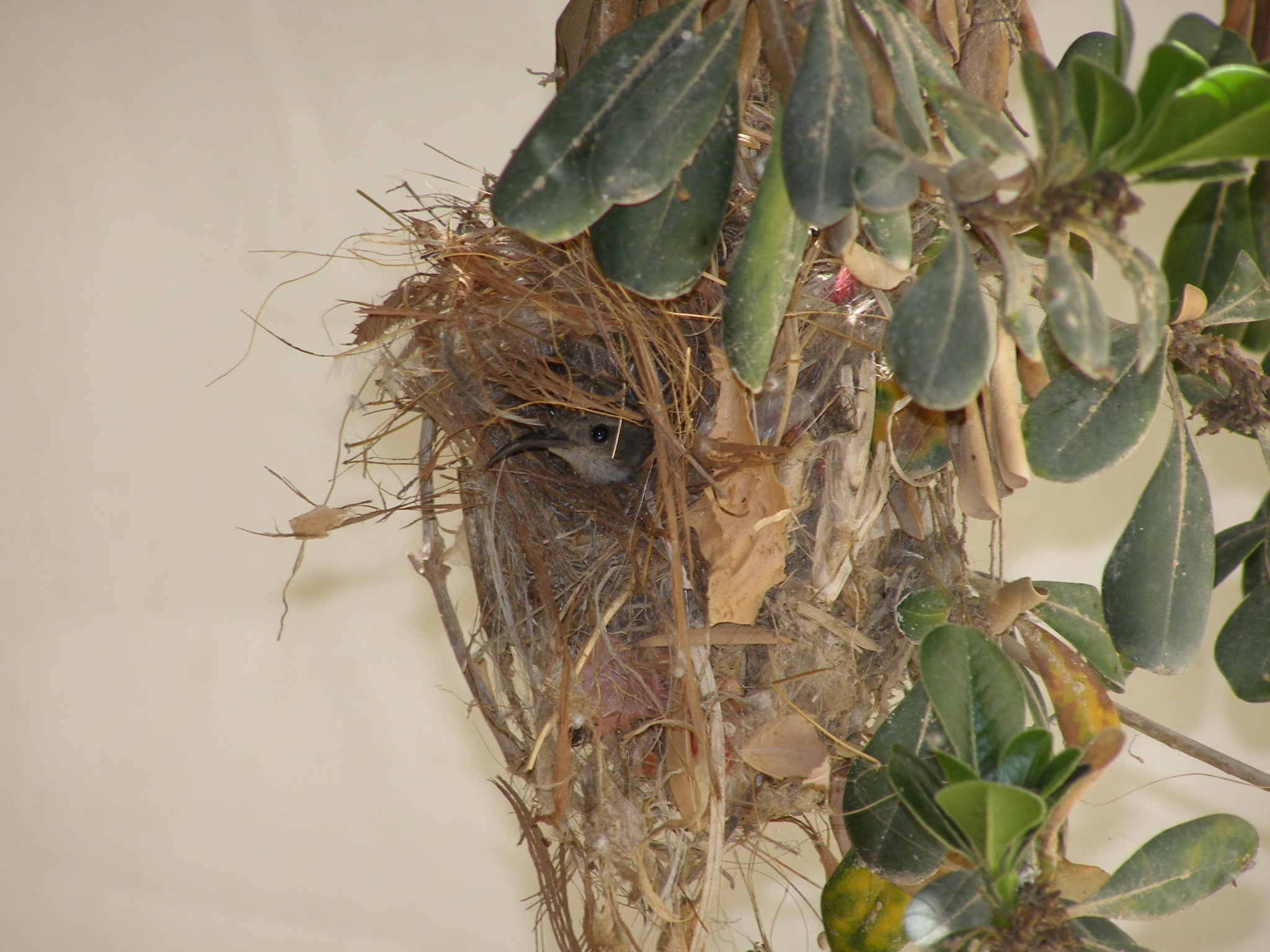
巢中的雌鸟
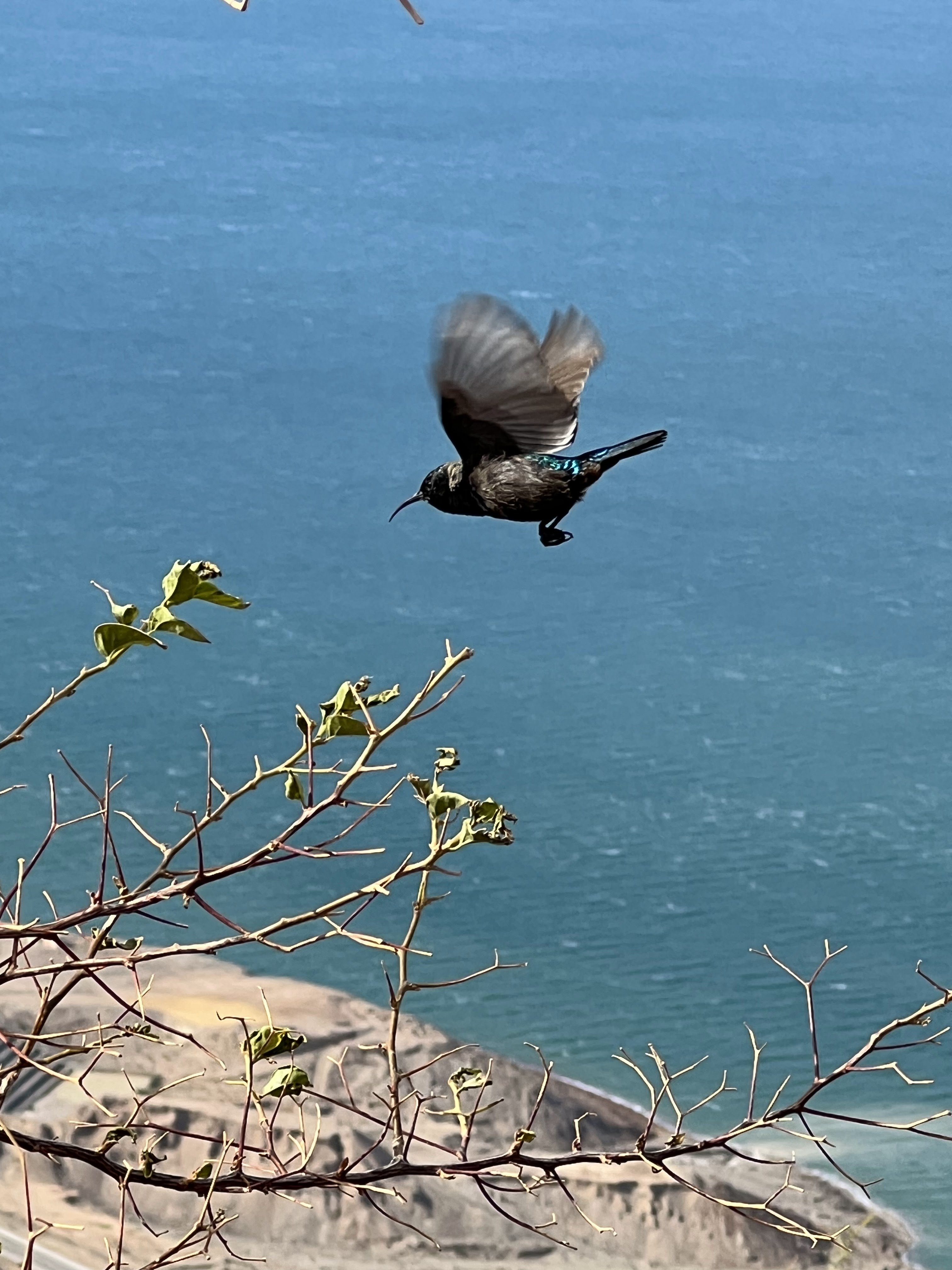
飞越死海的雄鸟

## 生态
巴勒斯坦花蜜鸟整体上是留鸟，但会沿海拔垂直迁徙；生活在高温、气候干燥的树林、灌木丛、乾谷、稀树草原、果园和花园中，在一些地区的城镇中也很常见，自海平面至海拔3200米均有分布。它们是植食性动物，主要以植物的花蜜为食，也取食植物的果实和种子，以及昆虫、蜘蛛等小型无脊椎动物。

## 繁殖
巴勒斯坦花蜜鸟在不同地区的繁殖期不同，在黎巴嫩和约旦的产卵时间为4月至5月，在以色列为2月至9月，在阿拉伯地区为2月至和5月，在埃及为6月，在苏丹为11月至12月，在刚果民主共和国北部为1月至2月。
巴勒斯坦花蜜鸟每年养育2至3窝，每次产1至3枚蛋，它们的孵卵期和育雏期分别为14天和14天至20天。雏鸟大多由雌性喂养，雄性则负责守卫领地。离巢后，最开始的数天内父母在巢外继续喂养幼鸟，夜间雏鸟和雌性会回巢内过夜。如果前一窝的幼鸟夭折，雌鸟通常会继续留在领地中，然后在2到7天内重新开始筑巢。

## 保护状况
巴勒斯坦花蜜鸟分布范围大，种群数量趋势稳定；具体的数量有待调查，但是据推测不会少于1万只，因而被评估为无危物种。

## 政治与文化
2008年，以色列选择国鸟时，阿拉伯裔以色列人想要选择巴勒斯坦花蜜鸟作为以色列的国鸟，但是以色列民族主义者坚决反对，因为它的名字里面带着「巴勒斯坦」的字样。以色列最终选择戴胜作为该国的国鸟。
2013年，负责巴勒斯坦野生动物协会宣传部的Ebrahim Fawzi Awdah对海湾新闻称，以色列政府在全世界各个组织中提出要修改巴勒斯坦花蜜鸟的英文名（Palestine sunbird），这显示出以色列在巴勒斯坦人生活的每一个方面——也包括自然环境——打压巴勒斯坦人，他还对此表示，「以色列是巴勒斯坦野生生物和自然环境的敌人」，「我们还不能宣布已经赢得了这场对抗，除非巴勒斯坦总统和总理批准并宣布这种鸟为巴勒斯坦的国鸟」。
2015年，巴勒斯坦民族权力机构宣布正式确定巴勒斯坦花蜜鸟为巴勒斯坦国的国鸟，后于2018年将其形象用于巴勒斯坦出口产品的标志。
Filmlab Palestine设置了Sunbird Award用于表彰巴勒斯坦人创作的、或以巴勒斯坦为主题的优秀电影。
巴勒斯坦艺术家Khaled Jarrar将其用作巴勒斯坦邮票的设计元素。